# Fabian Bolívar
Pour les articles homonymes, voir Bolívar et Guedes.
Fabian Guedes, plus connu sous le nom de Bolívar, est un ancien footballeur brésilien né à Santa Cruz do Sul le 16 août 1980, et qui évoluait au poste d'arrière central.

## Biographie
Bolívar intègre l'effectif de l'Internacional Porto Alegre, après avoir évolué dans plusieurs équipes de jeunes au Brésil. Il remporte la Copa Libertadores en 2006 (équivalent de la ligue des champions en Amérique du Sud). 
Il est alors repéré par l'AS Monaco qu'il rejoint au mercato 2006. Après une très bonne saison ou il est titulaire indiscutable aux côtés de Gaël Givet, il peine à réaliser une nouvelle saison de haut niveau en 2007-2008. Alors qu'il était titulaire la saison précédente, l'arrivée de Ricardo remet son statut en cause. En mal de confiance, et orphelin de la solidité de Givet, Bolívar n'est plus aussi efficace. Doté d'une bonne qualité de relance et d'une technique au-dessus de la moyenne des défenseurs, Bolívar est maintenant retourné dans son ancien club, au Brésil sous forme de prêt d'un an. En juin 2009, il est transféré définitivement à Porto Alegre et signe un contrat de trois ans.

## Palmarès
- Vainqueur de la Copa Libertadores en 2006 avec le SC Internacional
- Vainqueur de la Copa Sudamericana en 2008 avec le SC Internacional
- Champion de l'État du Rio Grande do Sul en 2004 et 2005 avec le SC Internacional